# Kazuhisa Hamaoka
Kazuhisa Hamaoka (japanisch 濱岡 和久 Hamaoka Kazuhisa; * 28. Februar 1981 in der Präfektur Nagasaki) ist ein ehemaliger japanischer Fußballspieler.

## Karriere
Hamaoka erlernte das Fußballspielen in der Schulmannschaft der Chinzei Gakuin High School. Seinen ersten Vertrag unterschrieb er 1999 bei den Ōita Trinita. Der Verein spielte in der zweithöchsten Liga des Landes, der J2 League. 2001 wechselte er zum Drittligisten Ehime FC. 2005 wurde er mit dem Verein Meister der Japan Football League und stieg in die J2 League auf. Für den Verein absolvierte er 162 Spiele. Danach spielte er bei den Sagawa Printing, Banditonce Kakogawa, Tochigi Uva FC, Nara Club und MIO Biwako Shiga. Ende 2016 beendete er seine Karriere als Fußballspieler.